# Krzyworzeka (dopływ Ciemięgi)
Krzyworzeka (Krzywa Rzeka) – struga w województwie lubelskim, prawy dopływ Ciemięgi o długości 5,07 km. Jej źródłowy odcinek tworzą dwa rowy melioracyjne na północnych obrzeżach wsi Niemce przy drodze krajowej nr 19.